# Браун, Филипп
 Филипп Браун (англ. Philipp Brown; 19 октября 1954, Луизиана) — американский боксёр-профессионал, выступавший в тяжёлой весовой категории.

## Любительская карьера
В 1979 году Браун участвовал в турнире «Национальные Золотые перчатки», где в финале проиграл Марвису Фрейзеру.
В этом же году участвовал в матчевой встрече СССР-США, где проиграл серебряному призёру олимпийских игр Петру Заеву.

## Профессиональная карьера
Дебютировал в 1979 году
Выиграл первые 9 боёв
В мае 1981 встретился Майклом Беннингом. Бой закончился ничьей.
Затем выиграл ещё 12 боёв
В августе 1982 года Браун победил единогласным решением судей Джимми Янга.
В январе 1984 победил единогласным решением судей Абдула Мухаймина
В сентябре 1984 года Браун встретился с Джерри Куни. Куни победил техническим нокаутом в 4 раунде.
В ноябре 1984 года Браун встретился с Фрэнком Бруно. Браун стал первым боксёром, кто продержался с Бруно до конца боя. Бруно победил единогласным решением судей.
В мае 1985 года Браун победи техническим нокаутом в 8 раунде Родни Фрейзера.
В мае 1987 года победил раздельным решением судей Майка Джеймсона
В феврале 1988 года Браун победил единогласным решением судей Дэвид Джако
В сентябре 1988 года победил раздельным решением судей Тони Моррисона
В октябре 1988 года Браун встретился с Марвисом Фрейзером. Фрейзер победил единогласным решением судей и ушёл из бокса.

## Спад в карьере
Период с 1989 по 1995 был самым неудачным для Брауна. В этот период он проиграл 9 поединков подряд, 4 из которых досрочно.
В марте 1989 Браун проиграл единогласным решением судей Андерсу Эклунду
В сентябре 1989 года проиграл раздельным решением судей Майклу Уиверу
В июне 1990 года проиграл техническим нокаутом в 9 раунде Пьеру Каутзеру
В марте 1991 года проиграл единогласным решением судей Джони Ду Плаю
В июле 1991 года проиграл техническим нокаутом в 3 раунде Риддику Боу
В октябре 1992 года проиграл нокаутом в 1 раунде Хорхе Луису Гонсалесу
В июне 1993 проиграл единогласным решением судей Майку Роизу и Джеймсу Броаду
В апреле 1995 года проиграл техническим нокаутом в 3 раунде Джо Хиппу. После этого боя Браун ушёл из бокса.